# Sedlo za Lenivou
Sedlo za Lenivou (1378 m) – przełęcz w Niżnych Tatrach na Słowacji. Znajduje się w bocznym grzbiecie Kráľovohoľskich Tatr między szczytami Čertova svadba (1463 m) i bezimiennym wierzchołkiem 1434 m (za nim w grzbiecie znajduje się szczyt Beňuška 1542 m).
Przełęcz i obydwa jej stoki porasta las. Stoki zachodnie opadają do Širokej doliny, zwanej także doliną Báchlač (jest odnogą doliny Štiavnička). Stoki wschodnie opadają do Krškovej doliny. Tylko najwyższe partie przełęczy znajdują się w obrębie Parku Narodowego Niżne Tatry, poza tym niemal całe stoki są poza granicami parku.

## Turystyka
Przez przełęcz prowadzi główny graniowy szlak Niżnych Tatr – Cesta hrdinov SNP (odcinek z Czertowicy do Telgártu). Na przełęczy zaczyna się także zielony szlak biegnący w kierunku południowo-zachodnim i prowadzi przez przełęcz szlak rowerowy.
  odcinek: Čertovica – Čertova svadba – Sedlo za Lenivou. Odległość 2 km, suma podejść 140 m, czas przejścia 35 min (z powrotem 20 min)
  odcinek: Sedlo za Lenivou – Bacúšske sedlo. Odległość 2,7 km, suma podejść 85 m, suma zejść 140 m, czas przejścia 45 min (z powrotem 50 min)
  Sedlo za Lenivou – Beňuška – Kečka – Beňuš. Odległość 9,7 km, suma podejść 204 m, suma zejść 1024 m, czas przejścia 3,05 h (z powrotem 3,50 h)
 szlak rowerowy nr 5577